# Die Jagd (Oper)
Die Jagd (Untertitel: „Naturoper mit Autos“) ist eine Oper in 16 Szenen von Marios Joannou Elia. Das Originallibretto schrieben Marianne Freidig und Andreas Liebmann.

## Handlung
Die Protagonisten, drei Familienmitglieder und zunächst Kunden in einem Kaufhaus, gleiten gleich zu Beginn in Wunschwelten ab. Sie erleben eine erträumte Waldpartie. Die Eltern geben sich ihrer Ehekrise hin, die Tochter fühlt sich von der Natur bedroht.
Nacheinander gehen Vater, Mutter und Tochter auf die Jagd und kehren entrückt bis hysterisch und teils blutverschmiert zurück. Ein Mann kommt ins Spiel, der sich als Besitzer der Autogarage ausgibt (= der Teufel). Die Tochter beharrt zumindest darauf, in dem Ort ihren Wald gefunden zu haben. Im Hintergrund flirrt der Chor der Stadtstimmen und der Berg toter Tiere wächst in die Höhe.

## Kritik
„Diese Verwirrung freilich ist Konzept. Die Entgrenzung der Protagonisten schlägt so über auf das Publikum, das in der mitunter surreal anmutenden Szenerie gleichfalls leicht die Orientierung verliert. Zwischendurch glaubt man sich in einem absurden, reichlich durchgeknallten Theater, was nicht zuletzt an der Art liegt, wie die Sprech- und Singstimmen angelegt sind: Singen, Stottern, Zwitschern und Tremolieren, all die vokalen Ausdrucksmittel neuer Musik vereint der Komponist virtuos mit der Kapriolen schlagenden, dadaesk verspielten Sprache. Ebenso virtuos und mit Liebe zum Detail ist das Stück inszeniert und ausgestattet, und auch technisch ist es perfekt umgesetzt. Die Kombination von Autogeräuschen und Orchester ist dem Komponisten überdies glänzend gelungen.“

## Trivia
- Die Jagd verwandelt die Schwabengarage Stuttgart in der Cannstatter Straße 46 in eine Bühne und macht PKWs zu Protagonisten.[2]
- Ein so genanntes „Autosextett“ ist Teil des Musikinstrumentariums der Oper. Bei der Uraufführung waren es u. a. ein Aston Martin Volante, ein Jaguar, ein Ford Mustang und ein Land Rover Defender.[3]
- Die Jagd wurde von der Staatsoper Stuttgart, dem Theater Rampe Stuttgart und dem Staatsorchester Stuttgart uraufgeführt (musikalische Leitung: Bernhard Epstein, Regie: Eva Hosemann, Dramaturgie Xavier Zuber, Kostüme: Ingrid Leibezeder, Raumdesign: Hubert Schwaiger).
- Die Uraufführung und fünf weitere Aufführungen im Dezember 2008 waren ausverkauft.[1]
- Berichte wurden im Fernsehen u. a. in den ARD Tagesthemen gezeigt: „Starker Sound – Autos als Opernstars“.